# نظيرة المتصورة
نظيرة المتصورة (الاسم العلمي: Paraplasmodium) هي جنيس من المتصورة،  تتبع جنس متصورة.